# Phreatoicus shephardi
Phreatoicus shephardi is een pissebed uit de familie Phreatoicidae. De wetenschappelijke naam van de soort is voor het eerst geldig gepubliceerd in 1900 door Sayce.